# 梅赛德斯·奔驰仿生车

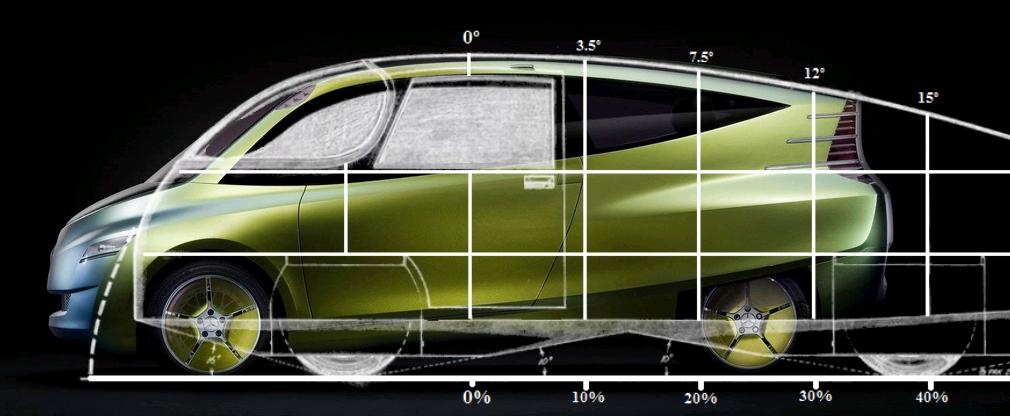
与Cd 0.12的流线型半体进行比较。

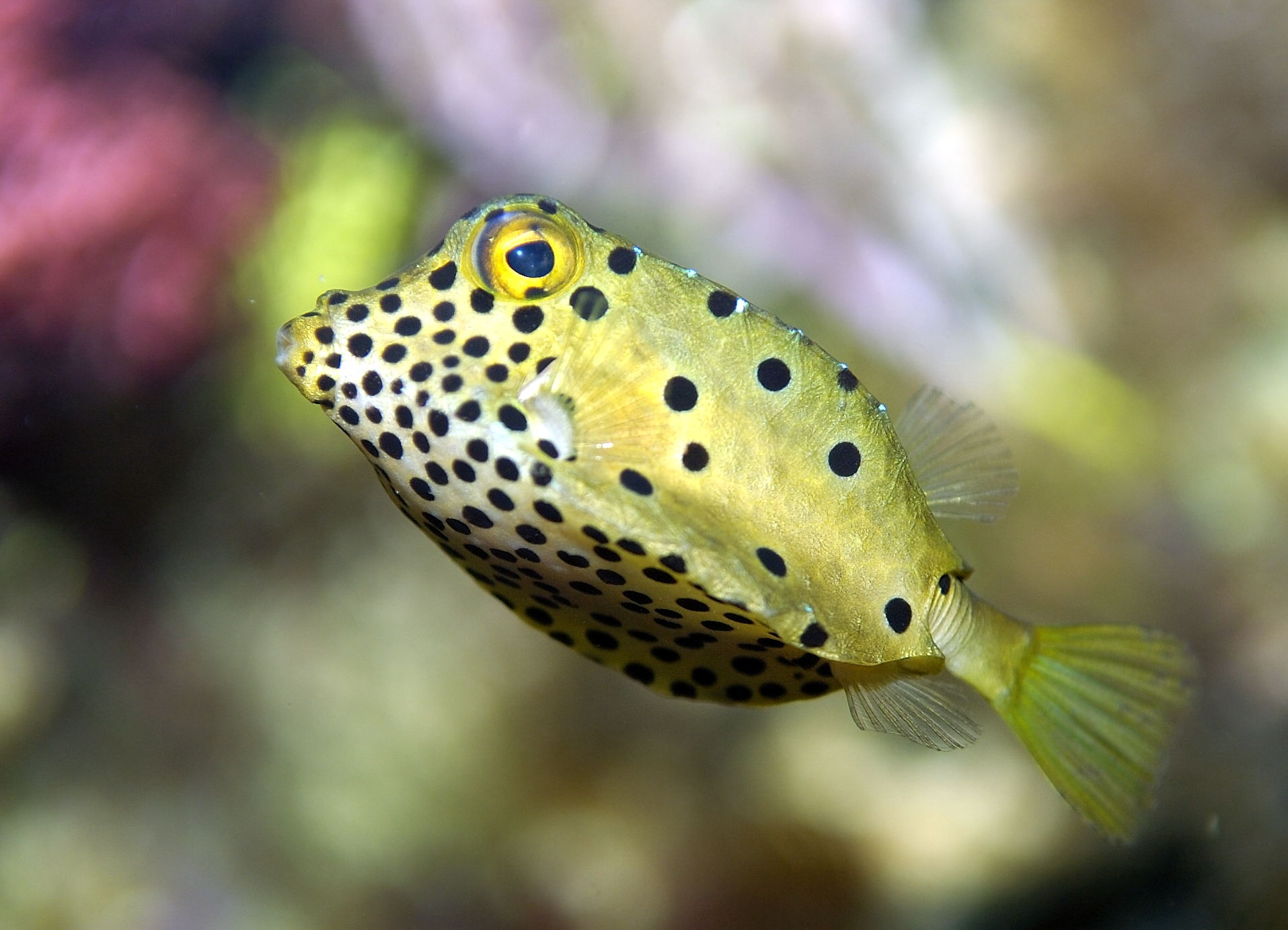
黄色箱鲀

梅赛德斯·奔驰仿生车（Mercedes-Benz Bionic）是梅賽德斯-賓士集团旗下戴姆勒克莱斯勒股份公司推出的一款概念車。它于2005年在华盛顿哥伦比亚特区举行的戴姆勒-克莱斯勒创新研讨会上首次推出。仿生车以黄箱鲀（Ostracion cubicus）为原型，采用选择性催化还原技术，氮氧化物排放量降低了80%。

## 引擎和性能
仿生车搭载103千瓦的直喷柴油引擎，平均燃油经济性为54.7MPG（~4.3 L/100 公里）。这款发动机的输出功率约为140 hp（104 kW），转速略高于221 ft·lbf（300 N·m）扭矩约为 1600 rpm 。 仿生车从0加速至97 km/h 大约需要八秒，最高速度略高于190 km/h（118 mph） 。

## 设计
该车的外观设计以生活在珊瑚礁中的海洋鱼类粒突箱鲀（Ostracion cubicus）为原型。梅赛德斯-奔驰仿生车之所以以其为原型，是因为粒突箱鲀的身体形状和外骨骼的坚硬程度决定了其低阻力係數，这也影响了该车与众不同的外观。人们认为，箱鱼的外形可以提高空气动力学性能和稳定性。然而，2015 年，《皇家学会界面杂志》上的一篇论文称，“与更普遍的鱼类体形相比，所研究的两种黄箱鱼的减阻性能相对较低”。设计的其他部分还包括后轮部分采用塑料材质，并将其视为轻型车辆。梅赛德斯-奔驰公司报告的风阻系数为 0.19；相比之下，Cd值最低的量产车是通用汽车 EV1，为 0.195。虽然仿生车的内部容积比EV1大得多，但由于阻力是面积和阻力系数的乘积，Bionic更大的正面面积使得EV1整体上更符合空气动力学原理。
该车可容纳四人。